# Stazione di Shimamatsu
La stazione di Shimamatsu (島松駅?, Shimamatsu-eki) è una stazione della città di Eniwa situata lungo la linea Chitose. Il nome deriva dalla lingua ainu シュマ・オマ・プ (Shuma-oma-pu?) che significa "oggetto dove c'è una pietra".

## Linee
JR Hokkaido
■ Linea Chitose

## Struttura
La stazione è dotata di 4 binari.
| 1   | ■ Linea Chitose |  | Per Minami-Chitose, Aeroporto di Shin-Chitose, Tomakomai, Muroran e Hakodate |
| 2   | ■ Linea Chitose |  | Per Chitose e Tomakomai                                                      |
| 3-4 | ■ Linea Chitose |  | Per Sapporo, Teine e Otaru                                                   |

## Stazioni adiacenti
| «             | Servizio      | »             |
| Linea Chitose | Linea Chitose | Linea Chitose |
| ------------- | ------------- | ------------- |
| Megumino      | Locale        | Kitahiroshima |